# Adam Strug (publicysta)
Adam Strug (ur. 24 grudnia 1927 we Lwowie, zm. 23 sierpnia 2007 w Józefowie) – polski dziennikarz, pisarz, publicysta, działacz opozycji antykomunistycznej, społeczny i samorządowy, burmistrz Józefowa, członek władz regionalnych Partii Demokratycznej – demokraci.pl

## Życiorys
W czasie II wojny światowej był żołnierzem Armii Krajowej. W 1952 ukończył studia ekonomiczne w Akademii Handlowej w Krakowie. Pracował w dziale miejskim „Gazety Krakowskiej” (1953-1954), „Sztandarze Młodych” (od 1956), „Przeglądzie Technicznym” (1971-1981).
W latach był działaczem „Solidarności” w Wydawnictwie Sigma. W 1982 został zweryfikowany negatywnie i stracił pracę. W tym samym roku rozpoczął współpracę z Agencją Wydawniczą Omnipress, która skupiała dziennikarzy i publicystów zwolnionych z różnych redakcji za przekonania polityczne, w kolejnych latach kierował w niej działem publicystki ekonomicznej i redakcją wydawnictw książkowych. W 1984 był współzałożycielem Ruchu Politycznego „Wyzwolenie”, w latach 1984-1989 kierował wydawnictwem i miesięcznikiem politycznym o tej samej nazwie. W 1987 należał do inicjatorów tzw. Porozumienia Partii i Organizacji Niepodległościowych (z Romualdem Szeremietiewem), w latach 1989-1990 był członkiem Centrum Demokratycznego (kierował jego warszawskim oddziałem), w latach 1990-1991 należał do Porozumienia Centrum, był też członkiem Unii Wolności.
Był burmistrzem miasta Józefowa w latach 1994–1995, radnym w latach 1994-2002 (I i II kadencja), oraz Przewodniczącym Rady Miasta Józefowa III Kadencji w latach 1998-2002.
Pochowany 29 sierpnia 2007 r., na cmentarzu w Józefowie.